# Amos Wilder
Pour les articles homonymes, voir Wilder.
Amos Niven Wilder, né le 18 septembre 1895 à Madison (Wisconsin) et mort le 4 mai 1993, est un poète, théologien et universitaire américain, titulaire de la prestigieuse Hollis Chair of Divinity de l'université Harvard de 1954 à 1963. Il est le frère aîné du dramaturge Thornton Wilder.

## Famille, études et guerre

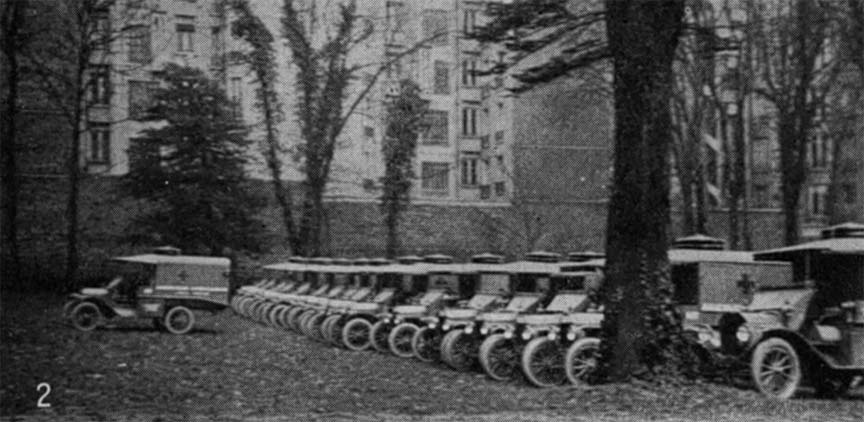
Les ambulances de l'American Field Service dans la cour du 25, rue Raynouard à Paris, en 1917.

Amos, né le 18 septembre 1895 à Madison dans le Wisconsin, est le fils aîné d'Isabella et d'Amos Parker Wilder, éditeur du Wisconsin State Journal. Le soutien de son père à la campagne présidentielle de Theodore Roosevelt, vaut à celui-ci un poste diplomatique et conduit la famille à Hong Kong, en 1906. Famille qui outre Amos et ses parents compte quatre autres enfants, le dramaturge Thornton (1897–1975), la poétesse Charlotte (1898–1980), l'écrivaine Isabel (1900-1995) et la zoologue Janet (1910-1994).
Amos Jr. commence ses études au Oberlin College en 1913, mais les interrompt en 1915, se portant volontaire pour l'Ambulance Field Service. Il sert en France où il est décoré de la Croix de guerre. En novembre 1917, il s'engage à Paris dans l'United States Field Artillery. Il décrit ses expériences de guerre, en 1923, dans son recueil de poèmes Battle Retrospect.
Après-guerre, en 1919, il reprend ses études, tout d'abord à la Faculté de théologie protestante de Montauban, puis à l'université Yale où il obtient son Bachelor of Arts en 1920. Il repart pour l'Europe et continue son cursus à l'université de Bruxelles, jusqu'en 1921, puis au Mansfield College de l'université d'Oxford. Il pratique là-bas le tennis et obtient un titre de champion universitaire en double, puis participe même au tournoi de Wimbledon, en 1922. À Oxford il est brièvement secrétaire d'Albert Schweitzer, venu présenter son Civilization and ethics lors des « Dale Memorial Lectures ». Wilder obtient son Bachelor of Divinity à la Yale Divinity School en 1924. Il est ordonné ministre du culte, en 1926, et officie dans une église congrégationaliste de North Conway dans le New Hampshire, jusqu'en 1928. Il entreprend ensuite sa thèse de théologie, Eschatology and ethics in the teaching of Jesus, fortement influencée par sa rencontre avec Albert Schweizer, et obtient son titre de Philosophiæ doctor en 1933, à Yale.

## Carrière
Après son doctorat, Wilder commence une brillante carrière de professeur de théologie, d'abord à la Andover Newton Theological School, dans le Massachusetts, jusqu'en 1943. Il épouse, en juin 1935, Catherine Kerlin de Morristown dans le New Jersey, le couple aura deux enfants, Catharine Dix, en 1937, et Amos Tappan, en 1940,,. La famille Wilder s'installe ensuite à Chicago, où il enseigne au Chicago Theological Seminary et à la Federated Theological Faculty de l'université de Chicago, jusqu'en 1954. Il est alors nommé professeur de la prestigieuse Hollis Chair of Divinity, de l'université Harvard, poste qu'il occupe jusqu'à sa retraite de l'enseignement en 1963,. Peu de temps avant sa mort, le 4 mai 1993, Wilder termine un dernier ouvrage, son journal de guerre, Armageddon Revisited qui est publié l'année suivante.

## Critique de l'œuvre
À la fois poète, pasteur et universitaire, Amos Niven Wilder tient un rôle particulier dans la littérature américaine du XXe siècle. Son expérience de la guerre, lors du premier conflit mondial, lui permit de juger l'insondable sauvagerie de l'âme humaine alors que son étude de la Bible lui ouvrait des horizons d'espérance. Sa vision poétique lui permit de tisser des liens entre la morale divine et l'éthique, et entre  littérature et révélation divine. L'interprétation que fait Wilder du Nouveau Testament est bien différente de celles des autres universitaires, par la relation qu'il fait avec l'éthique sociale. Pour lui, les symboles et les mythes du Nouveau Testament doivent être replacés et interprétés dans le contexte historique du Ier siècle, comme il le démontre dans son ouvrage de 1964, Early christian rhetoric : the language of the gospel.

## Honneurs et récompenses
Tout au long de son immense carrière, Amos Niven Wilder fut honoré et récompensé. La toute première fois en 1923 par la Yale Series of Younger Poets Competition qui le distingua pour son Battle-retrospect, et, en 1943, le Golden Rose Award, l'un des prix littéraires les plus anciens des États-Unis,.

## Œuvres citées dans cet article
- Battle-retrospect, and other poems, New Haven, Yale university press, 1923, (OCLC 1106808).
- Eschatology and ethics in the teaching of Jesus, New York, Londres, Harper & brothers, 1939, (OCLC 2737914)[16].
- Early christian rhetoric: the language of the gospel, Cambridge, Harvard University, 1964, (OCLC 630645548).
- Armageddon revisited: a World War I journal, New Haven, Yale University Press, 1994, (OCLC 28927638).